# 내일이 오면 (2011년 드라마)
《내일이 오면》은 SBS에서 2011년 10월 29일부터 2012년 4월 22일까지 방영된 주말극장이다. 모녀 간의 갈등 속에서 가족이란 의미를 되새기고 사랑을 확인해가는 과정을 그렸다.

## 등장 인물

### 주요 인물
- 고두심 : 손정인(54세) 역

경제인. 원섭의 아내이자 은채의 어머니. 남편의 내조나 외동딸의 교육에도 열정을 다했고 자신의 미모 유지에도 온 정성을 다했다. 미모를 앞세워라도 남편의 사업을 도왔지만 남편의 배신으로 한순간에 범죄자가 된다. 가장 낮은 곳으로 내던졌던 그녀는 스스로가 일어선다.
- 서우 : 윤은채(25세) 역

원섭과 정인의 딸. 매사에 긍정적이며 자신감 넘친다. 완벽주의자인 정인의 지나친 간섭과 통제를 잘 참아낸다. 빨리 사랑하는 남자와 결혼해서 온전한 가정을 가지고 싶어하며, 그 길만이 정인에게 보은하는 길이며 엄마의 인형에서 벗어나는 길이라 생각한다.
- 하석진 : 이영균(30세) 역

맥주 한 잔에 치킨 한 마리면 행복하고 성실한 회사원. 그러나 동생 일봉의 사고 뒷감당으로 월급의 상당액이 매달 빠져나가는 탓에 저축도 전혀 없다.

### 은채네
- 길용우 : 윤원섭(56세) 역 - 윤손건설 사장. 정인의 남편. 은채의 아버지
- 김혜선 : 김순정(37세) 역 - 원섭의 내연녀. 한이의 어머니
- 이경진 : 윤원자(52세) 역 - 은채의 고모. 원섭의 동생

### 영균이네
- 임현식 : 이귀남(60대 초반) 역 - 영균의 아버지
- 이혜숙 : 김보배(55세) 역 - 영균의 어머니
- 박수영 : 이진규(33세) 역 - 귀남의 첫째 아들. 영균의 큰형
- 인교진 : 이성룡(32세) 역 - 귀남의 둘째 아들. 영균의 작은형
- 유리아 : 이지미 역 - 귀남의 막내딸. 영균의 동생
- 이규한 : 이일봉 역 - 귀남의 넷째 아들. 영균의 동생

### 인호네
- 최종환 : 서인호(50대) 역
- 남일우 : 서대사 역 - 인호의 아버지
- 박세영 : 서유진 역 - 인호의 딸

### 그 외
- 정민 : 지호 역
- 신다은 : 오수정 역
- 유경아 : 영균네 회사 부장 역
- 이선아 : 양미희 역 - 영균네 회사 동료
- 김소원 : 박지영 역 - 영균네 회사 동료
- 이승형 : 손정모 역 - 손정인의 사촌
- 서유정 : 서현숙 역
- 김소연 : 다정 역
- 문용민 : 최 상무 역
- 김용림 : 정인 할머니 역 (특별출연)
- 조동희 : 이귀남의 친구 역

## 결방과 연장
- 2011년 12월 31일에 방송될 예정이었던 제19회 방송분은 SBS 연기대상으로 결방되었다.[1]
- 내일이 오면 방영 분량이 50부작에서 1회 연장되어 51부작으로 변경 및 확정되었다.

## 경쟁 프로그램
- 오작교 형제들
- 넝쿨째 굴러온 당신 (이상 KBS 2TV.)
- 천 번의 입맞춤
- 무신 (이상 MBC.)

## 참고 사항
- OST 중 '순정의 테마'가 SBS 아침 드라마 <수상한 장모>, <엄마가 바람났다>의 삽입곡으로 쓰였다.